# 최남단순 나라 목록
| 순위     | 나라                   | 최남단순                                                                                                   | 위도                    |
| -------- | ---------------------- | --- | ----------------------- |
|          | 남극                   | 남극점 | 90°00'S                 |
| 남극권   | 남극권                 | 남극권 | 66°33′39"S              |
| 1        | 영국                   | 사우스조지아 사우스샌드위치 제도 서던털 영국 실리 제도 페드너티스 헤드(부속 섬) 콘월주 리저드포인트 (본토) | 59°42'S 49°52'N 49°57'N |
| 2        | 칠레                   | 디에고 라미레스 제도 아귈라섬 프로워드곶(본토)                                                             | 56°32'S 53°53'S         |
| 3        | 아르헨티나             | 티에라델푸에고섬 최남단 디네로산(본토)                                                                     | 55°04'S 52°24'S         |
| 4        | 오스트레일리아         | 비숍 클라크 제도 사우스이스트곶(태즈메이니아섬) 사우스곶(본토)                                             | 55°03'S 43°38'S 39°08'S |
|          | 포클랜드 제도          | 보셴섬 | 52°53'S                 |
| 5        | 뉴질랜드               | 재크마트섬 슬로프곶(남섬)                                                                                  | 52°37'S 46°40'S         |
| 6        | 프랑스                 | 프랑스령 남방 및 남극 보인섬 라베치섬(프랑스 섬) 푸치데코마네그라산(프랑스 본토)                           | 50°01'S 41°20'N 42°20'N |
| 7        | 남아프리카 공화국      | 프린스에드워드 제도 매리슨섬 아굴라스곶(본토)                                                              | 46°59'S 34°50'S         |
| 8        | 우루과이               | 로보스섬 푼타델에스테(본토)                                                                                | 35°02'S 34°58'S         |
| 9        | 브라질                 | 히우그란지두술주의 우루과이와의 국경                                                                       | 33°45'S                 |
| 10       | 레소토                 | 쿠팅구 | 30°40'S                 |
| 11       | 나미비아               | 온셉칸스 부근                                                                                              | 28°58'S                 |
|          | 프랑스령 폴리네시아    | 마로티리섬 남쪽바위                                                                                        | 27°55'S                 |
| 12       | 파라과이               | 야시레타섬                                                                                                 | 27°43'S                 |
| 13       | 스와질란드             | 라부미사 부근                                                                                              | 27°19'S                 |
| 14       | 보츠와나               | 보크스피츠                                                                                                 | 26°54'S                 |
| 15       | 모잠비크               | 지툰도 부근 남아프리카 공화국 간의 해상 국경                                                               | 26°52'S                 |
| 16       | 마다가스카르           | 보히메나곶                                                                                                 | 25°37'S                 |
| 남회귀선 | 남회귀선               | 남회귀선                                                                                                   | 23°26′21″S              |
| 17       | 볼리비아               | 수르리페스주에 있는 칠레와의 국경                                                                          | 22°54'S                 |
| 18       | 짐바브웨               | 모잠비크/남아프리카 공화국/짐바브웨 삼합점                                                                 | 22°25'S                 |
|          | 레위니옹               | 생조제프                                                                                                   | 22°23'S                 |
| 19       | 통가                   | 아타섬 | 22°21'S                 |
| 20       | 피지                   | 세바이라 환초                                                                                              | 21°44'S                 |
| 21       | 모리셔스               | 수이야크 부근                                                                                              | 20°32'S                 |
| 22       | 바누아투               | 아네이튬섬                                                                                                 | 20°15'S                 |
| 23       | 페루                   | 타크나주 해안가에 있는 칠레와의 국경                                                                       | 18°21'S                 |
| 24       | 잠비아                 | 칼로모구에 있는 짐바브웨와의 국경                                                                          | 18°05'S                 |
| 25       | 앙골라                 | 쿠안두쿠방구주 디리코에 있는 나미비아와의 국경                                                             | 18°02'S                 |
| 26       | 말라위                 | 은산제현                                                                                                   | 17°07'S                 |
| 27       | 미국                   | 로즈 환초 하와이주 카라에(50주) 플로리다주 세이블 곶(본토)                                                 | 14°34'S 18°54'N 25°07'N |
| 28       | 사모아                 | 누울루아섬                                                                                                 | 14°04'S                 |
| 29       | 콩고 민주 공화국       | 오트카탕가주                                                                                               | 13°27'S                 |
| 30       | 코모로                 | 모엘리섬의 캉주니섬                                                                                        | 12°25'S                 |
| 31       | 솔로몬 제도            | 렌넬섬의 동렌넬섬                                                                                          | 11º47'S                 |
| 32       | 파푸아뉴기니           | 바나티나이 사마라이무루아구 수아우 부근(본토)                                                              | 11°46'S 10°42'S         |
| 33       | 탄자니아               | 남툼보구 리궁가 남쪽 모잠비크와의 국경                                                                     | 11°45'S                 |
| 34       | 키리바시               | 라인 제도의 플린트섬                                                                                       | 11°26'S                 |
| 35       | 인도네시아             | 파마나섬                                                                                                   | 11°00'S                 |
| 36       | 투발루                 | 니울라키타섬                                                                                               | 10°48'S                 |
| 37       | 세이셸                 | 파르퀴아르 환초 고엘레트섬                                                                                 | 10°13'S                 |
| 38       | 동티모르               | 오에쿠시현 파사베구 비사에수난에 있는 인도네시아와의 국경                                                  | 09°30'S                 |
|          | 토켈라우               | 파카오푸 페누아로아                                                                                        | 09°21'S                 |
|          | 영국령 인도양 지역     | 디에고가르시아섬의 남쪽 끝                                                                                 | 07°26'S                 |
| 39       | 콩고 공화국            | 푸앵트누아르에 있는 앙골라 카빈다주와의 국경                                                               | 05°02'S                 |
| 40       | 에콰도르               | 친치페 구에 있는 페루와의 푸앵트누아르                                                                     | 05°00'S                 |
| 41       | 케냐                   | 콸레 현 룬가룬가 부근 탄자니아와의 국경                                                                    | 04°43'S                 |
| 42       | 부룬디                 | 무기나 부근 콜리네치붐바의 탄자니아와의 국경                                                               | 04°28'S                 |
| 43       | 콜롬비아               | 아마조나스주 레티시아 부근의 케브라다데산안토니오                                                          | 04°14'S                 |
| 44       | 가봉                   | 오트바니오주 콩고 공화국과의 국경                                                                          | 03°59'S                 |
| 45       | 르완다                 | 부타레 남서쪽 냐루구루구의 부룬디와의 국경                                                                 | 02°51'S                 |
| 46       | 소말리아               | 바드하데구 참보니 부근 케냐와의 국경                                                                       | 01°40'S                 |
| 47       | 우간다                 | 캄발레구 탄자니아와의 국경                                                                                 | 01°29'S                 |
| 48       | 적도 기니              | 아노본 남쪽 애덤스섬                                                                                       | 01°28'S                 |
| 49       | 몰디브                 | 아두 환초의 간섬                                                                                           | 00°42'S                 |
| 50       | 나우루                 | 야렌구 나우루 국제공항                                                                                     | 00°33'S                 |
| 51       | 상투메 프린시페        | 롤라스섬                                                                                                   | 00°01'S                 |
| 적도     | 적도                   | 적도 | 00°00′00″               |
| 52       | 베네수엘라             | 아마소나스주 리오네그로구의 브라질과의 국경                                                                | 00°40'N                 |
| 53       | 말레이시아             | 사라왁주 테베두 남동쪽의 인도네시아와의 국경                                                               | 00°51'N                 |
| 54       | 미크로네시아 연방      | 카핑아마랑이 환초                                                                                          | 01°01'N                 |
| 55       | 싱가포르               | 풀라우사투무                                                                                               | 01°09'N                 |
| 56       | 가이아나               | 어퍼타쿠투어퍼에세키보주 와이와이 부근 브라질과의 국경                                                     | 01°11'N                 |
| 57       | 카메룬                 | 붐바에응고코현의 콩고 공화국과의 국경                                                                      | 01°39'N                 |
| 58       | 수리남                 | 코에로에니의 브라질과의 국경                                                                               | 01°50'N                 |
|          | 프랑스령 기아나        | 마리파술라의 브라질과의 국경                                                                               | 02°06'N                 |
| 59       | 중앙아프리카 공화국    | 상가음바에레주의 중앙아프리카 공화국/콩고 공화국/카메룬 삼합점                                             | 02°13'N                 |
| 60       | 팔라우                 | 하토호베이주 트랜짓 환초                                                                                   | 02°47'N                 |
| 61       | 에티오피아             | 보레나구 모얄레 동쪽 케냐와의 국경                                                                         | 03°24'N                 |
| 62       | 남수단                 | 니물레 남쪽 우간다와의 국경                                                                                | 03°29'N                 |
| 63       | 중화인민공화국         | 제임스 암초(분쟁) 하이난성 남쪽 끝(섬) 광둥성 쉬원현(본토)                                                 | 03°58'N 18°10'N 20°14'N |
| 64       | 브루나이               | 멜리아스의 말레이시아와의 국경                                                                             | 04°00'N                 |
| 65       | 나이지리아             | 바이엘사주 브라스의 포르모소곶                                                                             | 04°17'N                 |
| 66       | 라이베리아             | 팔마스곶                                                                                                   | 04°21'N                 |
| 67       | 코트디부아르           | 라이베리아와의 국경                                                                                        | 04°22'N                 |
| 68       | 마셜 제도              | 에본 환초                                                                                                  | 04°34'N                 |
| 69       | 필리핀                 | 타위타위주 시부투의 살루악섬                                                                               | 04°35'N                 |
| 70       | 가나                   | 서부주의 트리포인츠곶                                                                                      | 04°44'N                 |
| 71       | 코스타리카             | 코코섬 푼타부리카의 파나마와의 국경(본토)                                                                  | 05°31'N 08°04'N         |
| 72       | 타이                   | 얄라주 베통구 야롬에 있는 말레이시아와의 국경                                                              | 05°37'N                 |
| 73       | 스리랑카               | 데비누와라                                                                                                 | 05°55'N                 |
| 74       | 토고                   | 로메 | 06°07'N                 |
| 75       | 베냉                   | 모노주 그랑포포                                                                                            | 06°14'N                 |
| 76       | 인도                   | 안다만 니코바르 제도 그레이트니코바르섬 인드라곶 카니아쿠마리(코모린 곶, 본토)                             | 06°44'N 08°06'N         |
| 77       | 시에라리온             | 푸제훈구 술리나 남동쪽 라이베리아와의 국경                                                                 | 06°56'N                 |
| 78       | 파나마                 | 베라과스주 세로오야 국립공원 푼타마리아토                                                                  | 07°11'N                 |
| 79       | 기니                   | 요모우현 비냐무 마니 강에 있는 라이베리아와의 국경                                                         | 07°12'N                 |
| 80       | 차드                   | 로곤오리앙탈주 뎅 부근 중앙아프리카 공화국과의 국경                                                        | 07°27'N                 |
| 81       | 베트남                 | 혼싸오섬 까마우곶(본토)                                                                                    | 08°25'N 08°35'N         |
| 82       | 수단                   | 청나일주 쿠르묵 남쪽 카피아킹이 일대 를 포함한 남수단과의 국경                                             | 08°41'N 09°30'N         |
| 83       | 부르키나파소           | 눔비엘현 크푸에레의 코트디부아르와의 국경                                                                  | 09°24'N                 |
| 84       | 미얀마                 | 메르귀 제도 크리스티섬 코따웅(본토)                                                                        | 09°36'N 09°59'N         |
| 85       | 캄보디아               | 포우로와이섬 캄폿주 베트남과의 국경(본토)                                                                  | 09°55'N 10°24'N         |
| 86       | 트리니다드 토바고      | 트리니다드섬 시파리아주 이카코스                                                                           | 10°03'N                 |
| 87       | 말리                   | 부구니주 마난코로 남동쪽 코트디부아르와의 국경                                                             | 10°09'N                 |
|          | 타이완                 | 이투아바섬(분쟁) 컨딩 국립공원 어롼비(미분쟁/본토)                                                         | 10°23'N 21°54'N         |
| 88       | 니카라과               | 리오산후안주 트리니다드                                                                                    | 10°43'N                 |
| 89       | 기니비사우             | 주앙 비에이라 포일랑 해양공원 톰발리주 카시네곶(본토)                                                      | 10°52'N 10°55'N         |
| 90       | 지부티                 | 아스엘라 남서쪽 에티오피아와의 국경                                                                        | 10°56'N                 |
| 91       | 니제르                 | 베냉/니제르/나이지리아 삼합점                                                                              | 11°42'N                 |
| 92       | 네덜란드 왕국          | 클레인 퀴라소(카리브 네덜란드) 휠펀비텀 퀴팅언 남쪽 벨기에와의 국경(유럽 네덜란드)                         | 11°59'N 50°45'N         |
| 93       | 그레나다               | 세인트조지구 글로버섬                                                                                      | 11°59'N                 |
| 94       | 예멘                   | 소코트라 군도 다르사섬 라히즈주 마다리바와알아라구 바히야 남쪽(본토)                                       | 12°06'N 12°36'N         |
| 95       | 세네갈                 | 케두구주 딘데펠로 남쪽 기니와의 국경                                                                       | 12°18'N                 |
| 96       | 에리트레아             | 남덴칼리아구 지부티와의 국경, 다다토(지부티의 도시) 남서쪽 지점에 위치                                     | 12°22'N                 |
| 97       | 세인트빈센트 그레나딘  | 프티세인트빈센트섬                                                                                         | 12°32'N                 |
| 98       | 온두라스               | 촐루테카주 니카라과와의 국경                                                                               | 12°59'N                 |
| 99       | 감비아                 | 콤보 남구 카르퉁의 세네갈과의 국경                                                                         | 13°02'N                 |
| 100      | 바베이도스             | 크라이스트처치구 실버샌즈의 사우스곶                                                                       | 13°03'N                 |
| 101      | 엘살바도르             | 라우니온주 엘하구에이                                                                                      | 13°09'N                 |
| 102      | 세인트루시아           | 비외항 물아시그                                                                                            | 13°42'N                 |
| 103      | 과테말라               | 후티아파주 가리타차피나 부근 엘살바도르와의 국경                                                           | 13°44'N                 |
| 104      | 라오스                 | 참파사크주 콩구 븐캄의 캄보디아와의 국경                                                                   | 13°55'N                 |
| 105      | 멕시코                 | 치아파스주 수치아테 강어귀 과테말라와의 국경                                                               | 14°32'N                 |
| 106      | 모리타니               | 기디마카주 카라코로강과 세네갈강 접합부의 세네갈와의 국경                                                  | 14°43'N                 |
| 107      | 카보베르데             | 브라바섬 탄퉁 남동쪽의 곶                                                                                  | 14°48'N                 |
| 108      | 도미니카 연방          | 스코츠곶 남동쪽 해안가                                                                                     | 15°12'N                 |
| 109      | 벨리즈                 | 초콘(과테말라 도시) 부근의 과테말라와의 국경                                                               | 15°53'N                 |
| 110      | 사우디아라비아         | 지잔주 무와삼 남쪽의 예멘과의 국경(본토)                                                                   | 16°23'N                 |
| 111      | 오만                   | 도파르주 예멘과의 국경                                                                                     | 16°39'N                 |
|          | 몬트세랫               | 수프리에르힐스 올드포트곶                                                                                  | 16°40'N                 |
| 112      | 앤티가 바부다          | 레돈다섬                                                                                                   | 16°56'N                 |
| 113      | 세인트키츠 네비스      | 네비스섬 세인트존피그트리구 악마의 동굴                                                                    | 17°06'N                 |
| 114      | 도미니카 공화국        | 자라과 국립공원의 알토벨로섬 자라과 국립공원의 오비에도 남쪽 지점(본토)                                    | 17°28'N 17°36'N         |
| 115      | 자메이카               | 포틀랜드곶                                                                                                 | 17°42'N                 |
| 116      | 아이티                 | 레카예 아롱디스망의 토르베크                                                                               | 18°01'N                 |
| 117      | 알제리                 | 탱자와틴 코뮌의 말리와의 국경                                                                              | 18°58'N                 |
| 118      | 리비아                 | 차드/리비아/수단 삼합점                                                                                    | 19°30'N                 |
| 119      | 쿠바                   | 그란마주 데셈바르코 델 그란마 국립공원의 크루스곶                                                          | 19°50'N                 |
| 120      | 일본                   | 오키노토리 암초 하테루마섬(섬 중 최남단) 사타곶(4개의 본섬 중 최남단)                                      | 20°25'N 24°44'N 30°59'N |
| 121      | 방글라데시             | 세인트마틴섬의 체라섬 치타공주 테크나프 우파질라의 다크니파라에 위치한 미얀마와의 국경(본토)               | 20°35'N 20°45'N         |
|          | 서사하라               | 블랑곶(라스 누아디부)                                                                                      | 20°47'N                 |
| 122      | 바하마                 | 대이나과섬 매튜타운 남동쪽 지점                                                                            | 20°55'N                 |
| 123      | 이집트                 | 비르 타윌 제벨바르타주가(분쟁) 수단과의 국경                                                               | 21°44'N 22°00'N         |
| 124      | 아랍에미리트           | 아부다비 토후국의 사우디아라비아와의 국경                                                                  | 22°38'N                 |
| 북회귀선 | 북회귀선               | 북회귀선                                                                                                   | 23°26′21″N              |
| 125      | 파키스탄               | 신드주 커치 대분지                                                                                         | 23°42'N                 |
| 126      | 카타르                 | 카타르-아랍에미리트 도로 부근 사우디아라비아와의 국경                                                      | 24°28'N                 |
| 127      | 이란                   | 시스탄오발루체스탄주 파사반다르                                                                            | 25°04'N                 |
| 128      | 바레인                 | 하와르 군도                                                                                                | 25°34"N                 |
| 129      | 네팔                   | 비랏나가르 인근의 인도와의 국경                                                                            | 26°22'N                 |
| 130      | 부탄                   | 인도와의 국경                                                                                              | 26°43'N                 |
| 131      | 스페인                 | 카나리아 제도 산타크루스데테네리페 엘이에로섬 푼타다타리파(본토)                                           | 27°38'N 36°00'N         |
| 132      | 모로코*                | 서사하라와의 국경 (분쟁)                                                                                   | 27°40'N                 |
| 133      | 쿠웨이트               | 사우디아라비아와의 국경                                                                                    | 28°32'N                 |
| 134      | 이라크                 | 사우디아라비아와의 국경                                                                                    | 29°04'N                 |
| 135      | 요르단                 | 암만-타부크 철도와 요르단/사우디아라비아국경의 교차점                                                      | 29°11'N                 |
| 136      | 아프가니스탄           | 파키스탄과의 국경                                                                                          | 29°23'N                 |
| 137      | 이스라엘               | 홍해 하다롬구 에일라트 부근                                                                                | 29°30'N                 |
| 138      | 포르투갈               | 마데이라 제도 포라섬 파로주 산타마리아곶(본토)                                                             | 30°03'N 36°57'N         |
| 139      | 튀니지                 | 알제리/리비아/튀니지 삼합점                                                                                | 30°15'N                 |
| 140      | 시리아                 | 요르단과의 국경                                                                                            | 32°19'N                 |
| 141      | 레바논                 | 이스라엘과의 국경                                                                                          | 33°03'N                 |
| 142      | 대한민국               | 제주특별자치도 서귀포시 마라도 전라남도 해남군 땅끝마을(본토)                                              | 33°06'N 34°17'N         |
| 143      | 키프로스               | 가타곶 | 34°34'N                 |
| 144      | 그리스                 | 크레타섬 가브도스 테나로곶(본토)                                                                           | 34°49'N 36°23'N         |
| 145      | 투르크메니스탄         | 아프가니스탄과의 국경                                                                                      | 35°09'N                 |
| 146      | 이탈리아               | 시칠리아 람페두사섬 스파르티벤토곶(본토)                                                                   | 35°30'N 37°56'N         |
| 147      | 몰타                   | 마르사실로크 텔리마라곶                                                                                    | 35°47'N                 |
| 148      | 튀르키예               | 하타이주 시리아와의 국경                                                                                   | 35°49'N                 |
| 149      | 타지키스탄             | 아프가니스탄과의 국경                                                                                      | 36°40'N                 |
| 150      | 우즈베키스탄           | 아프가니스탄/타지키스탄/우즈베키스탄 삼합점                                                                | 37°11'N                 |
| 151      | 조선민주주의인민공화국 | 황해남도 강령군 등산곶                                                                                     | 37°40'N                 |
| 152      | 아제르바이잔           | 이란과의 국경                                                                                              | 38°24'N                 |
| 153      | 아르메니아             | 이란과의 국경                                                                                              | 38°50'N                 |
| 154      | 키르기스스탄           | 타지키스탄과의 국경                                                                                        | 39°10'N                 |
| 155      | 알바니아               | 사란더현에 있는 그리스와의 국경                                                                            | 39°39'N                 |
| 156      | 카자흐스탄             | 우즈베키스탄과의 국경                                                                                      | 40°34'N                 |
| 157      | 마케도니아 공화국      | 그리스와의 국경                                                                                            | 40°52'N                 |
| 158      | 조지아                 | 아제르바이잔과의 국경                                                                                      | 41°03'N                 |
| 159      | 러시아                 | 다게스탄 공화국에 있는 아제르바이잔과의 국경                                                               | 41°11'N                 |
| 160      | 불가리아               | 그리스와의 국경                                                                                            | 41°15'N                 |
| 161      | 몽골                   | 중화인민공화국과의 국경                                                                                    | 41°34'N                 |
| 162      | 캐나다                 | 온타리오주 미들섬(이리호) 펠리곶(본토)                                                                     | 41°41'N 41°57'N         |
| 163      | 세르비아               | 코소보 내 지점                                                                                             | 41°48'N                 |
| 164      | 몬테네그로             | 울친 보야나섬                                                                                              | 41°51'N                 |
| 165      | 바티칸 시국            | 이탈리아와의 국경                                                                                          | 41°54'N                 |
| 166      | 크로아티아             | 아드리아해의 갈리줄라섬                                                                                    | 42°23'N                 |
| 167      | 안도라                 | 스페인과의 국경                                                                                            | 42°26'N                 |
| 168      | 보스니아 헤르체고비나  | 몬테네그로 국경 인근 트레비네                                                                              | 42°34'N                 |
| 169      | 루마니아               | 텔레오르만주에 있는 불가리아와의 국경                                                                      | 43°38'N                 |
| 170      | 모나코                 | 퐁비에유에 있는 프랑스와의 해안 국경                                                                       | 43°44'N                 |
| 171      | 산마리노               | 이탈리아와의 국경                                                                                          | 43°54'N                 |
| 172      | 우크라이나             | 크림반도 킬리스키구(분쟁)                                                                                  | 45°20'N                 |
| 173      | 슬로베니아             | 크로아티아와의 국경                                                                                        | 45°25'N                 |
| 174      | 몰도바                 | 지우르지울레슈티 - 몰도바/루마니아/우크라이나 삼합점                                                       | 45°28'N                 |
| 175      | 헝가리                 | 베레멘드의 크로아티아와의 국경                                                                             | 45°45'N                 |
| 176      | 스위스                 | 티치노주 페드리나테에 있는 이탈리아와의 국경                                                               | 45°50'N                 |
| 177      | 오스트리아             | 케른텐주 슬로베니아와의 국경                                                                               | 46°23'N                 |
|          | 생피에르 미클롱        | 생피에르섬                                                                                                 | 46°45'N                 |
| 178      | 리히텐슈타인           | 스위스와의 국경                                                                                            | 47°03'N                 |
| 179      | 독일                   | 바이에른주의 오스트리아와의 국경                                                                           | 47°17'N                 |
| 180      | 슬로바키아             | 페르틴체의 헝가리와의 국경                                                                                 | 47°44'N                 |
| 181      | 체코                   | 비슈시브로트 부근 오스트리아와의 국경                                                                      | 48°33'N                 |
| 182      | 폴란드                 | 오포워네크산의 우크라이나와의 국경                                                                         | 49°00'N                 |
| 183      | 룩셈부르크             | 프랑스와의 국경                                                                                            | 49°27'N                 |
| 184      | 벨기에                 | 왈롱 뤽상부르주의 프랑스 국경                                                                              | 49°30'N                 |
|          | 잉글랜드               | 실리 제도 페드너티스곶 리저드 포인트(본토)                                                                 | 49°52'N 49°57'N         |
| 185      | 벨라루스               | 호멜주 브라힌스키구 니즈니에자리                                                                           | 51°15'N                 |
| 186      | 아일랜드               | 코크주 패스트넷 록 브로우 헤드(본토)                                                                       | 51°23'N 51°26'N         |
|          | 웨일스                 | 플랫 홈 | 51°23'N                 |
| 187      | 리투아니아             | 라즈디야이 벨라루스와의 국경                                                                               | 53°54'N                 |
|          | 북아일랜드             | 크랜필드곶                                                                                                 | 54°01'N                 |
| 188      | 덴마크                 | 스토르스트룀주 팔스테르섬                                                                                  | 54°34'N                 |
|          | 스코틀랜드             | 멀 오브 갤로웨이                                                                                           | 54°38'N                 |
| 189      | 스웨덴                 | 스코네 트렐레보리 동쪽의 스뮈게후크                                                                        | 55°20'N                 |
| 190      | 라트비아               | 다우가프필스 지역의 무라니. 벨라루스/라트비아/리투아니아 삼합점                                            | 55°40'N                 |
| 191      | 에스토니아             | 버루주 머니스테군 카리쇠디의 라트비아 국경                                                                 | 57°31'N                 |
| 192      | 노르웨이               | 만달 퓌센 린데스네스(본토)                                                                                 | 57°57'N 58°00'N         |
|          | 그린란드               | 페어웰곶에서 남쪽으로 2.3km 떨어진 바위섬 (본토)                                                           | 59°46'N 60°08'N         |
| 193      | 핀란드                 | 올란드 제도 복스캐르 툴리니에미(본토)                                                                      | 59°30'N 59°48'N         |
|          | 페로 제도              | 문쿠린 | 61°20'N                 |
| 194      | 아이슬란드             | 쉬르트세이섬 쾨틀뤼타웅기(본토)                                                                            | 63°17'N 63°23'N         |
| 북극권   | 북극권                 | 북극권 | 66°33′39″N              |